# 钱礼
钱礼（1915年10月—2012年8月9日），江苏省江阴县华士镇人，1935年考入上海医学院，1941年毕业，1958年奉调温洲参与创办浙江省第二医学院，1979年至1984年任温州医学院校长，曾先后编著《腹部外科学》、《乳房疾病》、《甲状腺疾病》、《现代普通外科》、《外科病症的诊断思路与处理程序》和《肿瘤的理论和实践》等专著。